# Hegybánya
Hegybánya (1891-ig Pjerg, szlovákul: Štiavnické Bane, 1948-ig Piarg, németül: Siegelsberg) község Szlovákiában, a Besztercebányai kerületben, a Selmecbányai járásban.

## Fekvése
Selmecbányától 3 km-re délnyugatra fekszik, a Selmeci-hegységben, 750 méteres tengerszint feletti magasságban, ezzel a Selmecbányai járás legmagasabban fekvő községe. Áthalad rajta a Selmecbányát Lévával összekötő 524-es út.
Délnyugatról Magaslak, délről Gyökös, keletről Selmecbánya, északnyugatról pedig Hodrushámor községekkel határos.
Területe 1921-ben még csak 8,29 km² volt, 2007-ben már 10,1584 km²  (Selmecbányától területet csatoltak át hozzá).

## Története
1352-ben "Sygluspergh" néven említik először. Később a kamarához tartozó saskői váruradalom része. 1388-ban "Pergh", 1457-ben "Sigelsperg", 1559-ben "Pergh" alakban szerepel az írott forrásokban. A 16–17. században többször szenvedett a török támadásoktól. A 17. században meginduló bányászatnak köszönhetően nagy fejlődésnek indult, ezért az akkor már jelentős települést falakkal, bástyákkal erősítették meg. 1627-ben használtak először puskaport a kőzet robbantására. Legjelentősebb aknái a József, Károly, Leopold, Magdaléna, Krisztina, Königsegg és Siglesberg aknák voltak.
A 18. században a vízrendszer szabályozására víztározót építettek. A település lakói főként a bányászatban és a kohászatban dolgoztak. A század közepén a településre jezsuiták érkeztek, akik felépítették templomukat és kolostorukat, melyet a 19. században bontottak le. Itt épült fel Magyarország legelső bányászkórháza.
Hegybányának 1715-ben 68 háztartása volt, közülük 52 bányászcsaládé. 1828-ban 114 házában 695 lakos élt, akik bányászok, kohászok, erdei munkások voltak.
Vályi András szerint "PERG. Piarg, Siegelsberg. Német falu Hont Vármegyében, földes Ura a’ Selmetzi Bányászi Kamara, lakosai katolikusok, fekszik Windschachthoz közel, mellynek filiája, határja sovány."
A trianoni békeszerződésig Hont vármegye Báti járásához tartozott.

## Népessége
| Év:            | 1994. | 2004.   | 2014.   | 2024.   |
| -------------- | ----- | ------- | ------- | ------- |
| Emberek száma: | 841   | 773     | 836     | 839     |
| Eltérés:       |       | -8,08 % | +8,15 % | +0,35 % |

| Év:            | 2023. | 2024.   |
| -------------- | ----- | ------- |
| Emberek száma: | 832   | 839     |
| Eltérés:       |       | +0,84 % |

1880-ban 1735 lakosából 1309 szlovák és 74 magyar anyanyelvű volt.
1890-ben 1713 lakosából 1476 szlovák és 98 magyar anyanyelvű volt.
1900-ban 1667 lakosából 1372 szlovák és 132 magyar anyanyelvű volt.
1910-ben 1460 lakosából 1279 szlovák és 111 magyar anyanyelvű volt.
1921-ben 1358 lakosából 1278 csehszlovák és 35 magyar volt.
1930-ban 1296 lakosából 1275 csehszlovák és 4 magyar volt.
1991-ben 864 lakosából 857 szlovák volt.
2001-ben 827 lakosából 816 szlovák és 2 magyar volt.
2011-ben 824 lakosából 768 szlovák és 1 magyar volt.
2021-ben 813 lakosából 783 (+1) szlovák, 1 (+1) magyar, 1 ruszin, 9 (+2) egyéb és 19 ismeretlen nemzetiségű volt.

## Nevezetességei

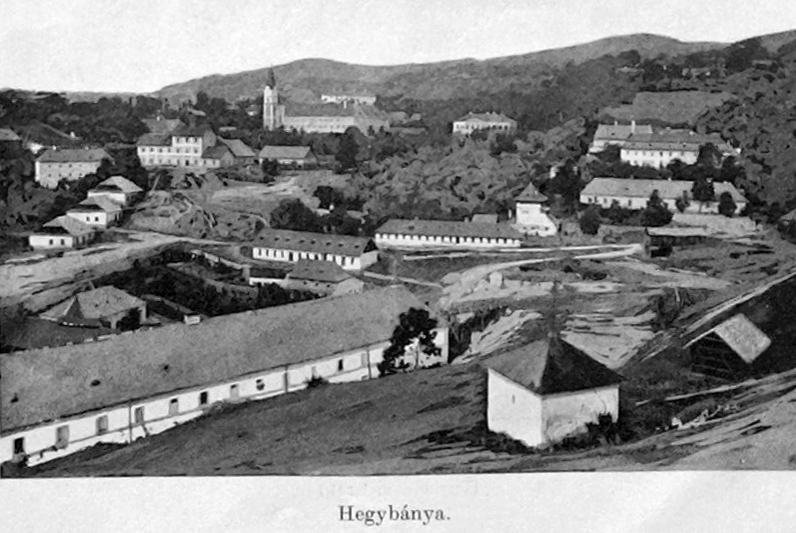
Hegybánya látképe 1906 előtt

- A Hierominátus-rend kolostoregyüttese a hozzá tartozó, 18. században épített Szent József-templommal. Értékei a Szent József-oltárkép, a négy mellékoltár képei, valamint a bányászokat ábrázoló, domborművekkel díszített, rokokó orgonája. A 19. században neoromán toronnyal bővítették.
- Az egykori bányaerőd maradványai a kör alaprajzú bástyával.
- Az egykori bányahivatal reneszánsz eredetű épülete.
- Bányászkórháza 1650-ben épült.
- Barokk temploma 1736-ban épült.
- Kápolnája 19. századi klasszicista stílusú.
- A temető hátsó sarkában 48-as honvédemlékmű áll, mely Görgey itteni csatájának hőseire emlékeztet.

## Híres emberek
- Itt született 1883. március 12-én Jávorka Sándor Kossuth-díjas botanikus, a magyar növénytan kimagasló kutatója.
- Itt született Puskás Jenő (1885-1944) magyar újságíró, lapszerkesztő.
- Itt született 1887. március 6-án Révay Ferenc erdőmérnök, barlangkutató és feltaláló.
- Itt született Csia Sándor szélsőjobboldali magyar politikus, akit 1946-ban kivégeztek.
- Itt született Vojtech Tuka szélsőjobboldali szlovák politikus, akit 1946-ban kivégeztek.
- Itt született Faller Gusztáv 1892. február 23-án bányamérnök, földgázkutató.
- Itt született Szilas A. Pál (eredetileg Lichner Aurél) (1921. január 8. – 1991. június 5.) bányamérnök, egyetemi tanár.